# Schneckenpflaster an der Steinlach
Das Schneckenpflaster an der Steinlach ist ein flächenhaftes Naturdenkmal und ein Geotop auf dem Gebiet der Gemeinde Ofterdingen im Landkreis Tübingen in Baden-Württemberg.

## Kenndaten
Das Naturdenkmal wurde mit Verordnung vom 17. Dezember 1937 unter dem Namen Schneckenpflaster an der Steinlach ausgewiesen. Es ist unter dem Namen Ofterdinger Schneckenpflaster (Arietenpflaster) im Bachbett der Steinlach im Ortsbereich von Ofterdingen auch als Geotop registriert.

## Lage und Beschreibung
Im Bett der Steinlach im Ortsbereich von Ofterdingen treten bei einer Länge von etwa 100 m und einer Breite von 4 m fossile Ammoniten der Gattungen Arietites und Muscheln der Gattung Gryphaea der Arietenkalk-Formation zutage.

## Auszeichnungen
Seit September 2016 ist das Schneckenpflaster ein Geopoint des UNESCO Geoparks Schwäbische Alb. 2019 wurde es in den Kreis der Nationalen Geotope aufgenommen.